# قائمة شخصيات سلسلة ما وراء الطبيعة
هذه قائمة بشخصيات سلسلة ما وراء الطبيعة للكاتب المصري أحمد خالد توفيق، حسب تكرار الظهور والأهمية:

## شخصيات أساسية
- رفعت إسماعيل

الشخصية الرئيسية في السلسلة، طبيب أمراض دم مصري متقاعد في العقد السابع من عمره يروي خبراته السابقة في مجال ما وراء الطبيعة. ينتمي إلى نموذج البطل المضاد.
- سالم وسلمى

توأم كوني يُمثل العامل الأساسي في خط درامي فرعي من السلسلة لا علاقة لرفعت إسماعيل به إلا من خلال الرسائل التي تصله من سالم. أول ظهور لهما كان في أسطورة أرض أخرى، وآخر ظهور كان في أسطورة أرض الظلام.
- فرانتز لوسيفر

العامل المضاد في السلسلة. بسبب اسمه، فإنه يُعتبر تجسيداً للشيطان. كان أول ذكر له في أسطورة وحش البحيرة، العدد الثالث من السلسلة، ثم ذُكر في حلقة الرعب، وتأخر ظهوره الشخصي حتى العدد العشرين، حكايات التاروت. ظهر بصورة قارئ أوراق تاروت مجري. وفي أسطورة دماء دراكيولا ظهر بشكل غامض كمدعو لشهود عودة فلاد الوالاشي إلى الأرض. ظهر بشخصه لآخر مرة في السلسلة في جانب النجوم.
- ماجي ماكيلوب

حبيبة رفعت إسماعيل الاسكتلندية التي ترفض الزواج منه لئلا يكتشفا عيوبهما. تظهر لأول مرة في أسطورة وحش البحيرة، ولآخر مرة في أسطورة رونيل السوداء. عادة ما يذكرها رفعت.
- هاري شلدون

مهندس كمبيوتر عصبي ميال إلى الشجار. ظهر مع رفعت في مغامرات عديدة كان أولها أسطورة الموتى الأحياء، وآخرها الرجال الذين لم يعودوا كذلك.
- عادل توفيق

عميد في مديرية أمن الإسكندرية، وصديق طفولة رفعت إسماعيل. يظهر في العديد من المغامرات، ويحاول تزويج رفعت من أخت زوجته. ظهر لأول مرة في أسطورة آكل البشر، ولآخر مرة في أسطورة العلامات الداميةو نادي الغيلان.
- عزت شريف (اسمه الأصلي شاكر)

جار رفعت المثال. ظهر لأول مرة في أسطورة آكل البشر، ومن ذلك الحين شارك رفعت في العديد من المغامرات, ظهر في عددين هما أسطورة بعد منتصف الليل والحلقات المنسية
- هن-تشو-كان

كاهن نافاراي هو الناجي الوحيد من المذبحة التي قضت على كهنة النافاراي في التبت. ارتحل في الزمن من القرن السادس عشر إلى العشرين عن طريق كتاب النافاراي المقدس: الشوكارا. كان أول ظهور له في أسطورة الكاهن الأخير.
- سام كولبي

نصاب أمريكي يهودي يتعرف عليه رفعت إسماعيل في أسطورة بو. يتسبب في تعرفه بفرانتز لوسيفر، وجون موهون، وميخائيل ميلفسكو. ويساعده في أسطورة العلامات الدامية.

## شخصيات متكررة الظهور
- د. سامي فهيم

محلل نفسي، وصديق لرفعت إسماعيل. يتعرض لبعض الأحداث الخوارقية، ويشارك في بعض مغامرات رفعت إسماعيل. أول ظهور له كان في حلقة الرعب، وآخر ظهور في أسطورة نادي الغيلان.
- د. محمد شاهين

خبير أنثروبولوجيا ساذج يظن رفعت إسماعيل آكل لحوم بشر، ثم يصبح صديقاً له فيما بعد. يموت بالسكتة القلبية.
- د. كاميليا

أستاذة فلسفة يتعرف عليها رفعت إسماعيل ليكتشف أنها طيف أشتا متنكر. فيما بعد يتعرفان على بعضهما البعض، وتساعده كاميليا في أسطورة تختلف.
- شريف السعدني

مذيع شاب يُقنع رفعت إسماعيل بالمشاركة في برنامج (بعد منتصف الليل).
- هويدا عبد المنعم

خطيبة رفعت إسماعيل السابقة التي ينفصل عنها بسبب خلاف حاد. فتاة محدودة الذكاء تتعرض للمشكلات خلال معرفتها برفعت، وفيما بعد تتزوج موظفاً في وزارة التربية والتعليم، وتشترك في حدث خوارقي بشكل غير مباشر في أسطورة الجاثوم.
- سهام عبد المنعم

شقيقة هويدا عبد المنعم وزوجة عادل توفيق. تكره رفعت إسماعيل بسبب ادعاء شبيهه الكوني أنه يحبها.